# Пушча
Пушча (на хърватски: Pušća) е община в Загребска жупания, Хърватия. Според преброяването от 2011 г. има 2700 жители, 97% от които са хървати. Общината обхваща площ от 18,20 км2 и е част от района на град Запрешич.